# Steropleurus pseudolus
Steropleurus pseudolus är en insektsart som först beskrevs av Bolívar, I. 1878.  Steropleurus pseudolus ingår i släktet Steropleurus och familjen vårtbitare. Inga underarter finns listade i Catalogue of Life.